# Paweł Szataniak
Paweł Szataniak (ur. 1974) – polski menedżer i przedsiębiorca. Doktor nauk technicznych.

## Życiorys
Studia magisterskie ukończył na Wydziale Zarządzania Politechniki Częstochowskiej (2009). Jest również absolwentem studiów podyplomowych na Akademii Leona Koźmińskiego w Warszawie na kierunku Kozminski Advanced Management Program. Dysertację doktorską obronił na Wydziale Inżynierii Mechanicznej Uniwersytetu w Żylinie (2016). 
Wspólnie z bratem Mariuszem pierwsze pieniądze zarobił na początku lat 90. sprowadzając samochody do Polski. Następnie również z bratem w 1993 roku założył firmę Pamapol. Spółkę tę  połowie 2006 roku wprowadzili na GPW. Do roku 2008 zajmował stanowisko prezesa zarządu Pamapol S.A., a od 2009 roku zajmuje stanowisko przewodniczącego rady nadzorczej Pamapol S.A. oraz spółek zależnych.
W 2006 Szataniakowie weszli do Wieltonu, przejęli pakiet większościowy i rok później wprowadzili firmę na giełdę. Obecnie Paweł Szataniak pełni również funkcję przewodniczącego rady nadzorczej Wielton S.A.
W roku 2019 Paweł Szataniak został powołany do Rady ds. Przedsiębiorczości Prezydenta Andrzeja Dudy.

## Nagrody i wyróżnienia
- 2016 – Nagroda "Lwa Koźmińskiego" – przyznawaną wybitnym absolwentom Akademii Leona Koźmińskiego[6].
- 2017 – Nagroda Kisiela – za „doskonałą przyczepność w biznesie” w kategorii Przedsiębiorca[7]
- 2017 – Nagroda im. Andrzeja Wierzbickiego – przyznawana przez Konfederację Lewiatan
- 2019 – Medal 100-lecia Odzyskania Niepodległości[8].